# Федака Павло Михайлович
 Федака Павло Михайлович (нар. 3 березня 1945 року, с. Кальник) — український вчений-етнолог, історик, краєзнавець, музеєзнавець. Доктор історичних наук. Громадський, культурний і політичний діяч. Член Українського геральдичного товариства.

## Біографія
Народився 3 березня 1945 року у селі Кальник Мукачівського району Закарпаття. У 1963 році закінчив Кальницьку середню школу, у 1968 році — Ужгородський державний (нині національний) університет.
У червні 1968 року призначений на посаду старшого наукового співробітника відділу народного дерев'яного зодчества та етнографії Закарпатського краєзнавчого музею. 3 листопада 1969 року — завідувач науково-експозиційним відділом, з жовтня 1971 до квітня 1981 років — заступник директора з наукової роботи Закарпатського музею архітектури та побуту, з квітня 1981 року до травня 2009 року. — заступник директора з наукової роботи Закарпатського краєзнавчого музею, з травня 2009 року до кінця січня 2012 року — директор Національного музею народної архітектури та побуту України в Києві.
Був одним з засновників Закарпатського музею народної архітектури і побуту, відкритого 27 червня 1970 року. Здійснив етнографічне обстеження понад 400 сіл у різних районах Закарпаття, знайшов і описав сотні пам'яток народного будівництва краю XVIII–ХХ ст. Частину віднайдених будівель було перевезено і встановлено в експозиціях згаданого музею, а також - до Львівського музею народної архітектури і побуту та  Національного музею народної архітектури і побуту в Києві. Зібрав для музею просто неба в Ужгороді понад 3,5 тисячі експонатів. Був автором і співавтором відтворення інтер'єрів 14 пам'яток народного будівництва Закарпаття, встановлених в експозиції музею в Ужгороді. Був науковим консультантом створення експозицій зони «Карпати» і підзони «Закарпаття» у Державному музеї народної архітектури та побуту України в Києві та Львівському музеї народної архітектури та побуту, ініціатором і організатором створення у кінці 60-х — 70-х роках XX ст. 12-ти локальних етнографічних музеїв під відкритим небом у селах Закарпаття.
Пропрацював у Закарпатському краєзнавчому музеї на посаді заступника директора з наукової роботи 28 років. Був ініціатором, організатором і керівником широкомасштабного краєзнавчого обстеження сіл області, засновником, укладачем і науковим редактором щорічного Наукового збірника Закарпатського краєзнавчого музею, ініціатором створення, автором концепції, тематичної структури, тематичного плану Закарпатського історико-культурного музею-заповідника, нової експозиції  Закарпатського краєзнавчого музею, меморіального музею Президента Карпатської України Августина Волошина, відкритого в Ужгородському замку 14 березня 2002 року. Його зусиллями зібрання обласного краєзнавчого музею поповнилися колекціями, що стосувалися життя і діяльності й інших визначних постатей України: актора, режисера, драматурга Юрія-Авґустина Шерегія, письменника Василя Ґренджа-Донського, піаністки Софії Дністрянської, вченого Станіслава Дністрянського, краєзнавців Петра Сови та Івана Комловшія й інших.
За сприяння Павла Федаки у Закарпатському краєзнавчому музеї у жовтні 2009 року відбулася міжнародна наукова конференція «Народна культура України: традиції і сучасність», в якій взяли участь 108 народознавців з різних регіонів України та п'яти європейських країн. За матеріалами конференції у 2010 році було видано науковий збірник обсягом 60 сторінок. Також у жовтні 2011 року було проведено міжнародну наукову конференцію «Проблеми дослідження, збереження, охорони і популяризації пам'яток народної архітектури України» за участі 80 етнологів і музеєзнавців з України та ЄС. Також було укладено та видано у 2011 році науковий збірник «Джерела до української етнології», який містить матеріали польових досліджень працівників музею, починаючи з 1969 року. Видання є першим свого роду в історії музею.
Також під керівництвом Павла Федаки було розроблено концепцію розвитку музею, встановлювалися нові та коштом музею реставрувалися наявні будівлі, оновлювалися експозиції, було приведено у робочий стан вітряки, водяні млини, кузні, гончарні майстерні та ін., влаштовувалися велелюдні народні свята і гуляння. Також для екскурсійного обслуговування було закуплено електромобілі.
Павло Федака на основі зібраного польового етнографічного матеріалу та архівних джерел досліджував типи і форми традиційних сільських поселень, садиб, житлових і господарських будівель українців Закарпаття. Написав на цю тему понад 100 статей, підготував і видав монографію «Народне житло українців Закарпаття XVIII—XX століть» (2005 та 2008 р), став співавтором наукових видань «Народна архітектура Українських Карпат XV—XX століть» (1987), «Гуцульщина» (1987), «Етногенез та етнічна історія населення Українських Карпат» (т. II, 2006) та ін.; у 1984 році захистив дисертацію на здобуття наукового ступеня кандидата історичних наук за спеціальністю «Етнографія» на тему «Селянські будівлі українців Закарпаття XIX — початку XX ст.», у 2009 році — дисертацію на здобуття наукового ступеня доктора історичних наук за спеціальністю «Етнологія» — «Народне житло українців Закарпаття XVIII—XX ст.».
З праць Павла Федаки на історико-краєзнавчу тематику слід відзначити книги «Нарис історії товариства „Просвіта“ Карпатської Русі-України» (1991), «Пам'ять рідної землі» (1996), «Пам'ятки Замкової гори» (1999), "Десять років відродженої «Просвіти» (2000), "Народний дім «Просвіти» (2008), «Відроджена „Просвіта“: Двадцять років на шляху державотворення» (2010), "Берегиня розумного, доброго, вічного: До 25-річчя відродження крайового товариства «Просвіта» (2015). Також відоме його співавторство у написанні праці «Вони боронили Карпатську Україну: Нариси історії національно-визвольної боротьби закарпатських українців» (2002). Загалом він є автором понад 700 статей з питань історії культури, історії товариства «Просвіта», геральдики і прапорництва Закарпаття, численних нарисів про видатних діячів.
Як музейний працівник і музеєзнавець Павло Федака є співавтором чотирьох путівників по експозиції Закарпатського музею народної архітектури та побуту, двох путівників по експозиції Закарпатського краєзнавчого музею, автором численних наукових і науково-популярних статей з проблем будівництва українських музеїв під відкритим небом (скансенів), музеєфікації пам'яток народної архітектури і побуту на своїх первісних місцях, з історії заснування і діяльності різних музеїв, створення експозицій краєзнавчих музеїв, відгуків і рецензій на експозиції і виставки музеїв України, укладачем і науковим редактором наукових збірників Закарпатського краєзнавчого музею та Національного музею народної архітектури і побуту України, доповідачем з питань музейної діяльності на багатьох міжнародних, всеукраїнських і регіональних наукових і науково-практичних конференціях.
Павло Федака брав активну участь у культурному та політичному житті України. З 70-х років XX ст. був членом правління обласної організації Українського товариства охорони пам'яток історії і культури, головою Ужгородського осередку товариства «Лемківщина» та Українського геральдичного товариства, у 1989—1990 роках — заступником голови обласної організації Товариства української мови ім. Т. Шевченка, у 1989—1991 роках очолював Ужгородську міську та був заступником голови Закарпатської крайової організації Народного Руху України за перебудову, організатором та учасником всіх значних громадсько-політичних акцій за незалежність України, які проводилися в той час на Закарпатті, у 2001—2011 роках — головою Закарпатської обласної організації та членом правління Національної спілки краєзнавців України. У 1990—1994 р. був депутатом Ужгородської міської ради, яка першою в Україні 19 серпня 1991 р. засудила серпневий путч у Москві 1991 року. За його ініціативи у травні 1990 року було прийнято рішення сесії міської ради про перехід влади в Ужгороді від міського комітету компартії до міської ради, а 14 червня 1990 року, на основі підготовленого ним питання, за рішенням сесії над будівлею міської ради було піднято синьо-жовтий прапор (синьо-золотий прапор Ужгорода). Також у 1990—1991 роках за ініціативи Павла Федаки було перейменовано вулиці і площі Ужгорода, що мали відношення до комуністичної ідеології.
У 1990 роках П. М. Федака став ініціатором і організатором відродження на Закарпатті крайового культурно-освітнього товариства «Просвіта». Понад 26 років був головою закарпатської «Просвіти». Під його керівництвом було повернуто у власність товариства Народний Дім «Просвіти» в Ужгороді, збудований коштом просвітян у 1928 році. Також було засновано бібліотеку та чотириголосий мішаний хор а‑capella, у якому співав сам П.Федака. Коштом музею було видано 82 книжки з історії і культури Закарпаття, у тому числі - 25 щорічних календарів-альманахів «Просвіти», проведено понад 300 просвітянських зібрань, присвячених українській історії та видатним діячам, повернуто до історії країни імена понад 180 подвижників національно-культурного і громадсько-політичного життя Закарпаття.
З початку 2017 року є почесним головою Закарпатського крайового культурно-освітнього товариства «Просвіта».
Наразі Павло Федака викладає історію української культури, краєзнавство, музеєзнавство, пам'яткознавство у вищих навчальних закладах Закарпаття.
Загалом за його плечима - кілька десятків організованих експозицій і виставок, біля 300 наукових, культурно-просвітницьких і громадсько-політичних заходів та ін. Біобібліографія праць П. М. Федаки на початок квітня 2018 року нараховувала понад 3200 позицій.
Нагороди
- орден «За заслуги» III ступеня (2001),
- подяка Президента України (2009),
- медаль «20 років незалежності України» (2011),
- почесна грамота Міністерства культури України,
- почесна грамота ЦК профспілки працівників культури,
- грамоти Закарпатської обласної ради та Закарпатської ОДА,
- лауреат Всеукраїнської премії в галузі фольклористики та етнографії ім. Павла Чубинського (1999)
- лауреат премії ім. Президента Карпатської України, Героя України о. Августина Волошина (2001),
- почесний громадянин м. Ужгород (2009).